# Maia Panjikidze
Maia Panjikidze (em georgiano:  მაია ფანჯიკიძე) (Tbilisi, 16 de outubro de 1960) é uma política e diplomata georgiana. Foi professora de língua alemã e entrou para o serviço diplomático em 1994. Foi ministra das relações externas no governo de Bidzina Ivanishvili entre outubor de 2012 e novembro de 2014, quando se demitiu em protesto pelo afastamento de Irakli Alasania, seu cunhado, do cargo de ministro da defesa.
Nascida em Tbilisi, Maia Panjikidze é filha do escritor Guram Panjikidze. Filóloga formada nas universidades de Tbilisi e Jena, ensinou alemão em Tbilisi antes de ingressar no serviço estrangeiro em 1994. A maior parte da sua carreira foi associada à embaixada da Geórgia em Berlim. Desempenhou brevemente as funções de Vice-Ministra dos Negócios Estrangeiros em 2004. Mais tarde, tornou-se embaixadora da Geórgia na Alemanha de 2004 a 2007 e foi embaixadora da Geórgia em Haia, Reino dos Países Baixos de 2007 a 2010.